# ニルス・ゲーゼ
ニルス・ウィルヘルム・ゲーゼ（またはガーゼ、ガーデ、Niels Wilhelm Gade, 1817年2月22日 - 1890年12月21日）は、デンマークの作曲家・指揮者・音楽教師。北欧諸国の音楽界の近代化に貢献した。作曲家アクセル・ゲーゼは2番目の妻の間にできた息子である。

## 生涯
コペンハーゲンの楽器職人の家庭に生まれ育つ。17歳でコペンハーゲンの王室オーケストラでヴァイオリン奏者として活動を開始し、1842年、自作の《交響曲第1番》を提出するが、コペンハーゲンでは演奏が拒否された。しかし、これをフェリックス・メンデルスゾーンに送付したところ、積極的に受け入れられ、1843年、メンデルスゾーンの指揮でライプツィヒで初演してもらうことができた。そこでゲーゼも同地に転出、ライプツィヒ音楽院で教鞭をとるかたわら、ゲヴァントハウス管弦楽団の副指揮者を務めた。メンデルスゾーンと親交を結んで、創作活動において重要な影響を受けたほか、ロベルト・シューマンとも親しくなった。
1847年に恩人メンデルスゾーンが没すると、ライプツィヒ・ゲヴァントハウスの首席指揮者の地位を引き継いだが、翌1848年にデンマークとプロイセンの紛争（第一次シュレースヴィヒ＝ホルシュタイン戦争）が勃発するとデンマークに戻った。その後はコペンハーゲン音楽協会の終身総裁に就任し、新たにオーケストラや合唱団を設立した。また、オルガン奏者としての活動も始め、ヨハン・ペーター・エミリウス・ハートマンからコペンハーゲン音楽院院長職を引き継ぐ。1852年にはハートマンの娘と結婚した。晩年は北欧の音楽界に権威ある教育者として名をなし、後にエドヴァルド・グリーグやカール・ニールセンらに影響を与えた。コペンハーゲンにて没。
北欧の作曲家としては、「ソナチネアルバム」にも名を残したフリードリヒ・クーラウや、デンマーク国外の進歩的な作曲家と親交を結んでいたハートマン親子も諸国で名声を博したが、特にソナタ形式に関係する器楽ジャンル、交響曲や室内楽を重視したという点において、ゲーゼが北欧音楽史上に果たした功績は大きい。

## 作品
8つの交響曲、ヴァイオリン協奏曲、室内楽、いくつかのピアノ曲、カンタータの大作《コモラ》（Comala, 1846年）や《妖精の娘》（Elverskud, 1853年）、演奏会用序曲《オシアンの余韻》作品1などがある。作品の多くはメンデルスゾーンやシューマンの影響が濃厚だが、中にはデンマーク民謡に基づく作品もある。
グリーグのピアノ作品集『抒情小曲集』の中に「ゲーゼ」(Gade) という題の小品がある。これは1893年に発表された第6巻（作品57）の第2曲で、作曲の3年前に没したゲーゼへの回想のために書かれた曲である。
歌劇
- マリオッタ

バレエ
- ナポリ（ゲーゼは第2幕のみを手がけた）

交響曲
- 交響曲第1番ハ短調 Op. 5
- 交響曲第2番ホ長調 Op. 10
- 交響曲第3番イ短調 Op. 15
- 交響曲第4番変ロ長調 Op. 20
- 交響曲第5番ニ短調 Op. 25(ピアノ独奏も付いてるためピアノ協奏曲の性格が強い。)
- 交響曲第6番ト短調 Op. 32
- 交響曲第7番ヘ長調 Op. 45
- 交響曲第8番ロ短調 Op. 47

管弦楽曲
- オシアンの余韻 Op. 1（1840年、この曲でコペンハーゲン音楽協会の作曲コンクールの1位を獲得した）
- スコットランド序曲「高地にて」Op. 7
- ノヴェレッテ
- 田舎の夏の日
- ハムレット
- ホルベルギアーナ

協奏曲
- ヴァイオリン協奏曲ニ短調
- ヴァイオリンと管弦楽のためのカプリッチョ

室内楽曲
- 弦楽四重奏曲ニ長調 Op. 63
- 弦楽四重奏曲ホ短調
- 弦楽四重奏曲ヘ短調
- 弦楽四重奏曲ヘ長調「出会いと別れ」
- 弦楽五重奏曲ホ短調 Op. 8
- 弦楽八重奏曲ヘ長調 Op. 17